# Lemovii
Lemovii - określenie użyte przez Tacyta dla germańskiego plemienia. Tacyt wspomina, że Lemovii mieszkają niedaleko Gotów, mają małe miecze i okrągłe tarcze.